# Stegophiura
Stegophiura is een geslacht van slangsterren uit de familie Ophiuridae.

## Soorten
- Stegophiura brachyactis (H.L. Clark, 1911)
- Stegophiura carinata Djakonov, 1954
- Stegophiura elevata (Lyman, 1878)
- Stegophiura hagenowi (Rasmussen, 1950) †
- Stegophiura hainanensis Liao in: Liao & Clark, 1995
- Stegophiura macrarthra H.L. Clark, 1915
- Stegophiura nekvasilovae Stroc & Zitt, 2008 †
- Stegophiura nodosa (Lütken, 1855)
- Stegophiura ponderosa (Lyman, 1878)
- Stegophiura rhabdotoplax Murakami, 1942
- Stegophiura singletoni McKnight, 1975
- Stegophiura sladeni (Duncan, 1879)
- Stegophiura sterea (H.L. Clark, 1908)
- Stegophiura sterilis Koehler, 1922
- Stegophiura striata (Duncan, 1879)
- Stegophiura stuwitzii (Lütken, 1857)
- Stegophiura trispinosa Jagt, 2000 †
- Stegophiura vivipara Matsumoto, 1915
- Stegophiura wilhelmi Manso, 2010